# Moses Gunn
Moses Gunn (St. Louis, 2 ottobre 1929 – Guilford, 16 dicembre 1993) è stato un attore statunitense.

## Biografia
Nacque nel 1929, primo di sette figli di Mary e George Gunn; sua madre morì quando era piccolo.
Nel 1966 sposò Gwendolyn Mumma Landes con cui rimase fino alla morte; nel 1970 ebbero un figlio, Justin, divenuto musicista.
Morì nel 1993, a 64 anni, in seguito a complicazioni d'asma.

## Filmografia parziale

### Cinema
- Un uomo oggi (WUSA), regia di Stuart Rosenberg (1970)
- Per salire più in basso (The Great White Hope), regia di Martin Ritt (1970)
- Uomini selvaggi (Wild Rovers), regia di Blake Edwards (1971)
- Shaft il detective (Shaft), regia Gordon Parks (1971)
- Eagle in a Cage, regia di Fielder Cook (1971)
- La pietra che scotta (The Hot Rock), regia di Peter Yates (1972)
- Shaft colpisce ancora (Shaft's Big Score!), regia di Gordon Parks (1972)
- The Iceman Cometh, regia di John Frankenheimer (1973)
- Rollerball, regia di Norman Jewison (1975)
- Ricorda il mio nome (Remember My Name), regia di Alan Rudolph (1978)
- La nona configurazione (The Ninth Configuration), regia di William Peter Blatty (1980)
- Ragtime, regia di Miloš Forman (1981)
- Amityville Possession (Amityville II: The Possession), regia di Damiano Damiani (1982)
- La storia infinita (The Never Ending Story), regia di Wolfgang Petersen (1984)
- Fenomeni paranormali incontrollabili (Firestarter), regia di Mark L. Lester (1984)
- Gunny, regia di Clint Eastwood (1986)
- Leonard salverà il mondo (Leonard Part 6), regia di Paul Weiland (1987)

### Televisione
- Assistente sociale (East Side/West Side) – serie TV, episodio 1x23 (1964)
- I Jefferson (The Jeffersons) – serie TV, episodio 1x06 (1975)
- La casa nella prateria (Little House on the Prairie) – serie TV, 5 episodi (1977-1981)
- I ragazzi di padre Murphy (Father Murphy) – serie TV, 34 episodi (1981-1983)
- Autostop per il cielo (Highway to Heaven) – serie TV, episodio 2x07 (1985)
- Un fratello venuto dal futuro (Brother Future), regia di Roy Campanella II – film TV (1991)

## Premi
- NAACP Image Award - vinto nel 1982 per Ragtime

## Doppiatori italiani
Nelle versioni in italiano delle opere in cui ha recitato, Moses Gunn è stato doppiato da:
- Glauco Onorato in Shaft colpisce ancora, Rollerball
- Vittorio Sanipoli in Shaft il detective
- Andrea Lala ne La casa nella prateria (ep. 4x10, 7x15)
- Giovanni Petrucci ne La casa nella prateria (ep. 5x12-5x13)
- Guido De Salvi ne La casa nella prateria (ep. 5x20)
- Corrado Gaipa in Radici
- Marcello Tusco in Amityville Possession
- Andrea Bosic ne La storia infinita
- Alvise Battain in Gunny
- Renato Mori ne Il motel della paura